# Heinrich van Ahaus
Heinrich (Hendrik) van Ahaus (Duits: Heinrich von Ahaus of Heinrich von Schöppingen; Latijn: Henricus de Scopingen; Nedersaksisch: Heinrich Ahuys) was een Duits rooms-katholiek geestelijke, die een belangrijke rol speelde bij de verspreiding van de Moderne Devotie over de noordelijke helft van het moderne Duitsland.
Heinrich van Ahaus werd tussen 1369 en 1371 geboren in Schöppingen in het prinsbisdom Münster en overleed op 14 februari 1439 te Münster.

## Afkomst
Heinrich van Ahaus was een buitenechtelijk kind van een edelman, Ludolf van Ahaus, en een vrouw uit Schöppingen met de voornaam Hadwig. Drie van zijn naaste vrouwelijke familieleden waren abdis in een klooster: zijn halfzusters Margaretha en Agnes te Freckenhorst bij Warendorf en Nottuln, zijn tante Jutta in Vreden.
Tante Jutta onderhield via het Meester-Geertshuis te Deventer contact met de Zusters van het Gemene Leven.

## Levensloop

### Tot 1401
Heinrich van Ahaus was toen hij 25 jaar oud was reeds priester. Hij kan reeds in die jaren vicaris van het kapittel van de Dom van Münster geweest zijn; blijkens bewaard gebleven documenten bekleedde hij die functie zeker al sinds 1422. Tante Jutta bracht Heinrich in contact met de Broeders des Gemenen Levens, en hij bracht, diep onder de indruk geraakt door de vrome en in zijn ogen oprecht christelijke levenswijze van de broeders, één jaar door te Deventer. In 1401 leidde dat tot contact met enige geestelijken uit de stad Münster, onder wie kapelaan Johann von Stevern of Johan van Steveren, die de opvattingen van de Broeders des Gemenen Levens al was toegedaan.

### Fraterhuizen te Münster en Keulen
Een delegatie uit Deventer, onder wie Van Ahaus en Van Steveren, bracht uiteindelijk de stichting van een gemeenschap tot stand, met als principes leven in kuisheid en armoede, met gemeenschappelijk bezit, onderlinge wederzijdse hulp en gastvrijheid voor andere vrome lieden. In 1409 verhuisde het fraterhuis naar een gebouw Zum Springborn, volgens een andere bron: Haus ter Wyck, in Münster. In 1409 werd Heinrich van Ahaus rector van dit fraterhuis, en hij bleef dit tot aan zijn dood. In het jaar 1416 stichtte Van Ahaus ook een fraterhuis te Keulen, Hause zum / Hof Weidenbach, en leidde dit tot 1424.
De Broeders van het Gemene Leven moesten tot 1422 wachten op kerkelijke erkenning door het bisdom Münster die door de paus op 2 november 1424 werd bevestigd. Voordien was er tegenstand te overwinnen, o.a. uit de hoek van bestaande kloosterordes, die meenden dat een dergelijke leefgemeenschap zonder gebondenheid aan een kloosterregel zondig was, en zelfs riekte naar ketterij. Een belangrijk tegenstander van Ahaus was een zekere Matthias Grabow, een dominicaan. In 1418 bezochten Van Ahaus en Grabow het Concilie van Konstanz. Daar behaalde Van Ahaus voor de Moderne Devotie een belangrijke overwinning; de thesen van Grabow werden veroordeeld.

### Vanaf 1424: verdere verspreiding
Ahaus keerde in 1424 naar Münster terug. Intussen had ook de aartsbisschop van Keulen zijn goedkeuring aan het fraterhuis daar gegeven. In 1429 gaf deze prelaat ook toestemming om nieuwe huizen te stichten, overal in zijn aartsbisdom. Hij schreef daarbij: "Op grond van herhaaldelijke toetsing door theologen is deze leefwijze niet alleen toegestaan, maar ook prijzenswaardig". Een belangrijk volgend broederhuis, dat in 1428 van hieruit gesticht werd, stond te Herford.
Tussen de fraterhuizen in Münster en Keulen diende volgens Van Ahaus samenwerking en overeenstemming in praktische en religieuze zaken te bestaan. In 1425 kwam zo'n confoederatio tot stand.
In 1431 kwam een gemeenschappelijke organisatie van alle fraterhuizen tot stand, het Colloquium van Münster. Dit kwam jaarlijks bijeen en bepaalde de huisregels, regelde de oprichting en toelating van nieuwe gemeenschappen en de verkiezing van de rector van een aangesloten huis. Uit deze gemeenschappen kwamen vele verdere broeder- en zusterhuizen tot stand, o.a. zusterhuizen te Coesfeld , Wezel, Borken en later Schüttorf, en broederhuizen o.a. te Wezel. Langzaam ontwikkelde zich de tamelijk losse groep fraterhuizen toch in de richting van een nieuwe kloosterorde. Het was moeilijk, een evenwicht te vinden tussen enerzijds de tamelijk vrije ideeën van de Moderne Devotie en anderzijds een ordelijk georganiseerde organisatie. In de bloeitijd waren 12 huizen bij het Colloquium aangesloten.
In 1439, het jaar waarin Heinrich von Ahaus overleed, gaf paus Eugenius IV toestemming, de huizen om te zetten in stichten van seculiere (niet kloosterlijke) kanunniken.
Uiteindelijk, in 1499, was dit met alle fraterhuizen geschied. Deze Münstersche Union stond onder toezicht van een generaal kapittel.
Broeders en zusters, die toegelaten wilden worden, moesten kunnen lezen en schrijven. Met name de broeders hadden tot taak, in het scriptorium kopieën in hoge kwaliteit te maken van met name geestelijke boeken. De uitstraling van de fraterhuizen beperkte zich niet tot de broeders en zusters binnen, maar werkte ook elders binnen de geestelijkheid door, en daarbuiten.
Hoewel Ahaus een heerlic prediker genoemd werd, was hij zelf als prediker en theoloog van ondergeschikt belang, hij droeg vooral de ideeën van Geert Grote uit. Ahaus was weliswaar niet de enige stichter van de Moderne Devotie in Westfalen, maar wel de voornaamste stimulator van de beweging in Westfalen en het Keulse gebied.